# ドン・ジョーダン
ドン・ジョーダン（Don Jordan、1934年6月22日 - 1997年2月13日）は、アメリカ合衆国出身の元プロボクサー。元世界ウェルター級チャンピオン。

## 略歴
ロサンゼルス生まれ。1953年プロ入り。1958年12月5日、バージル・エイキンスを判定で破って世界ウェルター級王座獲得。翌年エイキンスとの再戦に勝ち、後のジュニアミドル級初代王者デニー・モイヤーを判定で退け、計2度の防衛に成功したが、1960年5月27日、ラスベガスでベニー・パレットに判定で敗れ王座を失った。

## 通算戦績
50勝（17KO）23敗1引分け1無判定